# Naim Krieziu
Naim Krieziu (né le 1er janvier 1918 à Gjakovë et mort le 20 mars 2010 à Rome) était un footballeur et entraîneur kosovar.

## Biographie
En tant que milieu de terrain, Naim Krieziu commença en Albanie avec le KF Tirana, remportant trois fois le championnat albanais (1934, 1936 et 1937). Il alla joua ensuite en Italie, en 1939 pendant huit saisons avec l'AS Rome, remportant le Scudetto en 1942 et le championnat romain de guerre en 1945. Il joua ensuite six saisons à l'AC Naples, remportant en 1950 une Série B. Il finit sa carrière de joueur à la Polisportiva Turris pendant une saison, en Serie C2, sans rien remporter.
En tant qu'entraîneur, il dirigea le modeste club d'ALMAS Rome et ensuite l'AS Rome juste pour quelques mois. Il ne remporta aucun titre.

## Clubs

### En tant que joueur
- 1933-1939 :  KF Tirana
- 1939-1947 :  AS Rome
- 1947-1953 :  AC Naples
- 1953-1954 :  Polisportiva Turris

### En tant qu'entraîneur
- 1956-1962 :  ALMAS Rome
- 1965 :  AS Rome
- 1968-1969 :  ALMAS Rome

- 1970-1973 :  ALMAS Rome

## Palmarès
- Championnat d'Albanie de football
  - Champion en 1934, en 1936 et en 1937
- Championnat d'Italie de football
  - Champion en 1942
- Championnat romain de guerre
  - Champion en 1945
  - Vice-champion en 1944
- Coupe d'Italie de football
  - Finaliste en 1941
- Championnat d'Italie de football D2
  - Champion en 1950